# Greatest Hits (Rebecca St. James)
Greatest Hits é a terceira compilação da cantora Rebecca St. James, lançada a 28 de Outubro de 2008.

## Faixas
1. "God" - 4:09
2. "I Thank You" - 3:45
3. "Pray" - 4:29
4. "Song of Love" - 4:08
5. "Wait for Me" - 4:34
6. "Mirror" - 4:35
7. "Better Is One Day" - 4:23
8. "Blessed by Your Name" - 4:33
9. "Breathe" - 3:56
10. "Yes, I Believe in God" - 3:41
11. "Go and Sin No More" - 4:34
12. "A Cradle Prayer" - 3:30